# Imunoassay
Imunoassay je metoda podobná chromatografii na tenké vrstvě, ale podstatně přesnější. Tato metoda je založena na imunologické reakci antigenu (analyt) s protilátkou (činidlo). V podstatě jde o sledování základní imunitní reakce proti zvolené droze nebo metabolitu, ale problém je, že drogy nebo metabolity imunitní reakci v organismu běžně nevyvolávají.

## Získání protilátky

### Běžný postup
Běžnou cestou je výroba protilátek hypersenzibilizací zvířete (typicky králíka, nebo slepic – protilátka pak je ve vejcích) drogou spojenou s proteinem mnohdy tisíckrát větším než je droga sama. Droga navázaná na protein se nazývá hapten a vzniklému komplexu říkáme imunogen. Po vstupu imunogenu do organismu a po určité inkubační době se odebere krev zvířete a protilátky se z krve vyizolují a pročistí, čímž vznikne antisérum. Čím silnější je reakce antiséra s antigenem, tím je vyšší titr séra. Ten udává, do jakého zředění bude reakce zhruba průkazná, takže titr běžných antisér 1:500 značí, že budou reagovat na imunogen zhruba do zředění 1:500. Antisérum vyprodukované touto cestou není tvořeno jednou čistou protilátkou, ale spíše směsí rozdílných protilátek specifických proti různým oblastem imunogenu a takováto antiséra se označují jako polyklonální a mohou se lišit, dokonce i když pocházejí ze stejného zvířete. Pro důvěryhodnou analýzu je toto zásadní problém.
Aby se alespoň částečně zamezilo možnosti chyb, tak se například sportovcům odebírá vzorků víc a testují se postupně s různými časovými intervaly. V případě, že dva sportovci dopovali stejnou dávkou nandrolonu, ale půl roku po sobě a na analýzu se použijí dvě odlišné šarže protilátek, tak jednou sportovci doping dokáží, ale druhému ne.

### Vylepšený postup
Určitým krokem ke zlepšení byl vynález produkce monoklonálních protilátek. Tento postup je obdobný jako u běžného postupu. Prvním krokem je vložení imunogenu do zvířete, ale zvíře se po inkubační době zabije a odeberou se mu buňky sleziny. Tyto buňky produkují protilátky. Jejich spojením s rakovinnými buňkami vzniknou téměř nesmrtelné buňky. Nakonec se vyberou ty nejlepší z nich (produkují protilátky, které se na antigen vážou nejúčinněji) a udržují se v konstantních podmínkách. Takové buňky neustále produkují vysoce specifická antiséra s vysokým titrem. Přesto i tyto takřka dokonalé protilátky mohou reagovat s látkami se strukturami podobnými analytu. (např. neškodný efedrin reaguje s antisérem proti amfetaminu/metamfetaminu)
I přes některé výhody se může stát, že protilátka bude reagovat i s látkou, proti níž není určena, což občas vede k falešně pozitivním výsledkům, a proto se imunoassay používá jen jako přibližná metoda k odlišení vzorků. Její výhodou je její snadná automatizace, takže je možné současně analyzovat desítky či stovky vzorků.